# Maria Hofker-Rueter

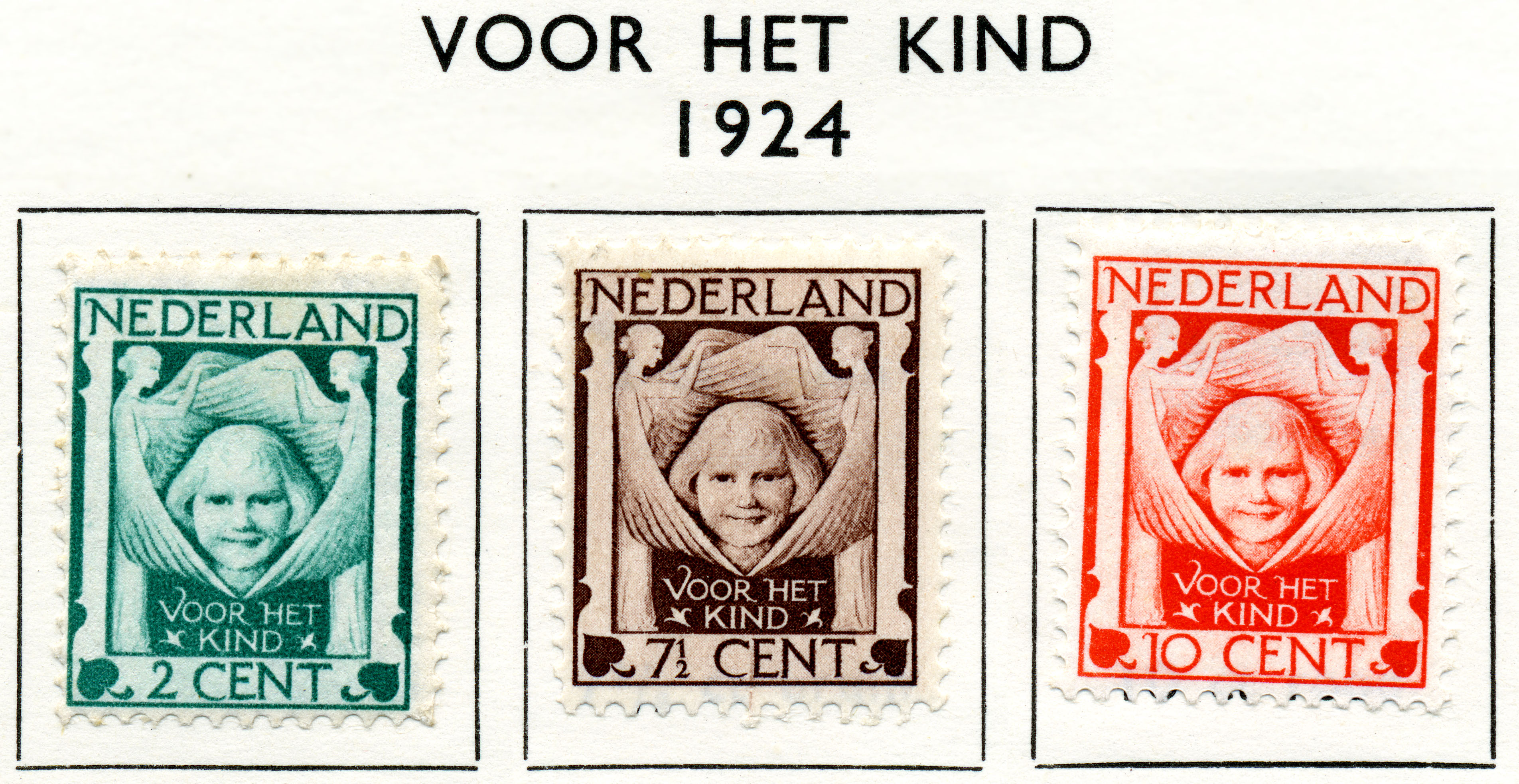
Maria Rueter stond model voor het meisje op deze postzegel, ontworpen door haar vader Georg Rueter

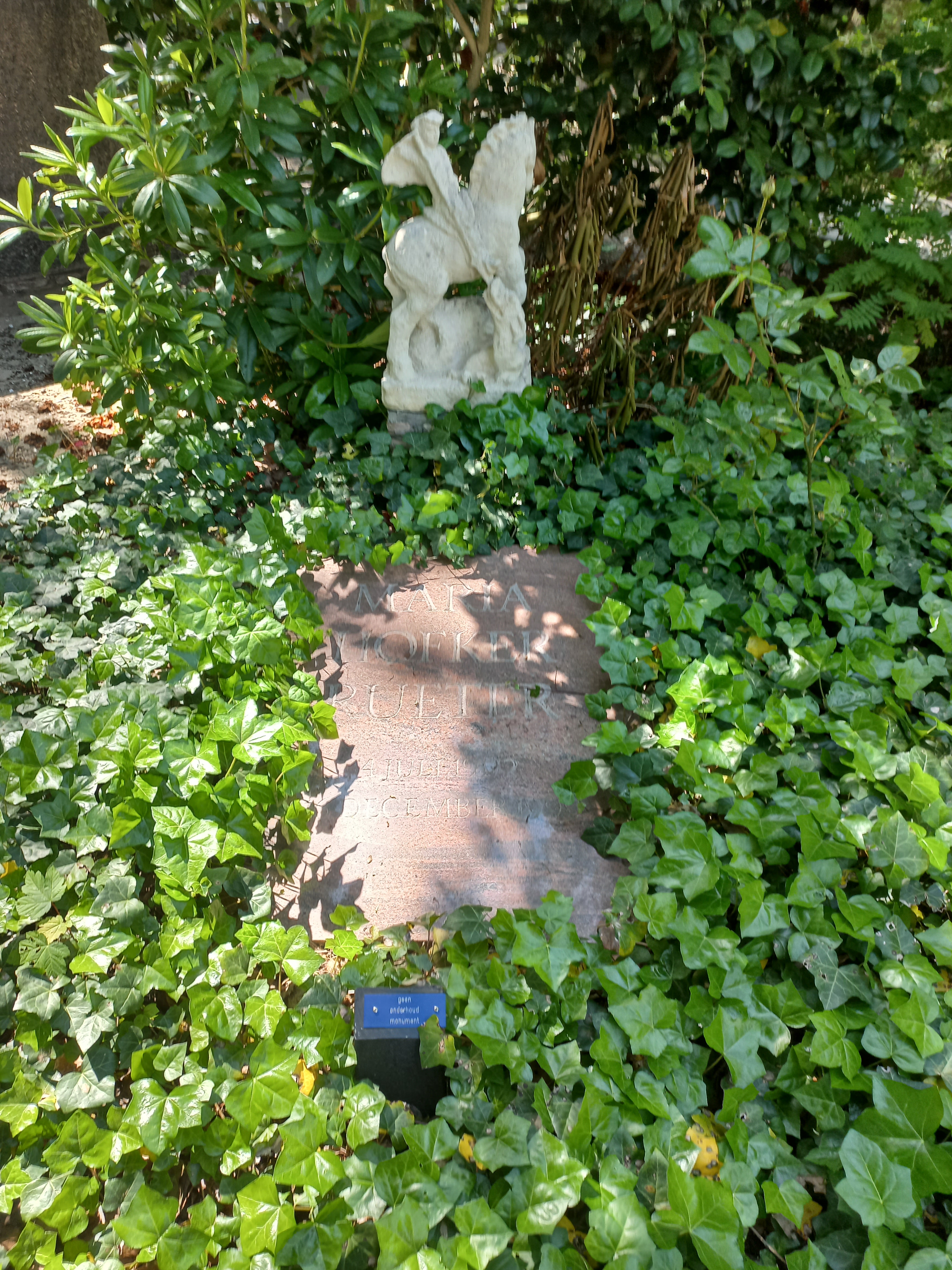
Grafsteen met beeld (mei 2023)

Maria Hofker-Rueter (Sloten (plaats in Noord-Holland), 4 juli 1902 - Amsterdam, 16 december 1999) was een Nederlands kunstenaar. Zij aquarelleerde en tekende, was grafisch ontwerper en kreeg naam met de op haar volkstuin geschreven tuin-jaarboeken.
Uiteindelijk werden het 38 jaarboeken, door haar zelf in leer gebonden banden met goudstempels in handdruk versierd. In deze boeken (ook met tekeningen) beschreef zij wat zij in haar tuin zag en op haar reizen beleefde.
Maria Rueter, was afkomstig uit een kunstenaarsfamilie; ze was een dochter van Georg Rueter en Gerarda de Lang en een zus van Gerarda Rueter en Pam Rueter. Zij trouwde met de kunstenaar Wim Hofker (1902-1981). Wim Hofker was bekend om zijn Balinese landschappen en afbeeldingen van Balinese danseressen. Hij maakte ook veel portretten, stillevens, en landschappen.
In 1936 vertrokken zij naar Nederlands-Indië waar ze op Bali belandden. Daar ging Maria zelf ook tekenen en schilderen. Na een internering in onder meer het Japanse vrouwen en kinderen interneringskamp Kampili op Celebes ging het echtpaar in 1946 weer terug naar Nederland, waar zij zich in Amsterdam vestigden.
Maria werd begraven/gecremeerd op Zorgvlied, alwaar een rode grafsteen met beeld ligt.